# Сыроватко, Фёдор Агеевич
 Фёдор Аг(г)е́евич Сырова́тко — советский акушер-гинеколог, заслуженный деятель науки РСФСР.

## Биография
Родился в 1896 году в станице Пашковской, Краснодарский край. В 1922 году окончил медицинский факультет 1-го МГУ. Позже работал в акушерско-гинекологической клинике и в родильных домах Москвы.
С 1937 года сотрудник акушерско-гинекологической клиники ВИЭМ и кафедры акушерства и гинекологии 1-го ММИ. Там работал под руководством М. С. Малиновского.
В 1937 году получил учёную степень кандидата медицинских наук, защитив кандидатскую диссертацию на тему «Роль половых гормонов в физиологии и патологии менструального цикла». В 1940 году получил учёную степень доктора медицинских наук, защитив докторскую диссертацию на тему «Анальгезирующие свойства гексенала в комбинации с производными пиразолона».
В июне 1941 года начал руководить кафедрой акушерства и гинекологии Сталинградского медицинского института. В августе 1942 года эвакуировался в Куйбышев, где в Куйбышевском медицинском институте заведовал кафедрой акушерства и гинекологии. В дни обороны Сталинграда принимал участие в работе эвакогоспиталей.
В 1952—1971 годах заведовал кафедрой акушерства и гинекологии ЦИУ врачей в Москве.
Опубликовал около 160 научных работ на темы, связанные с акушерством и гинекологией. Вместе с Кекчеевым изучал такие темы, как баро-, хемо- и терморецепторы матки. Другие его исследования касаются темы роли половых гормонов в физиологии и патологии менструальной функции, проблемам родовой боли и психопрофилактики болей в родах, а также вопросам профилактики и раннего выявления рака шейки матки. Вместе с Жмакиным написал руководство по гинекологии.
Редактор отдела «Акушерство и гинекология» второго издания Большой медицинской энциклопедии. Много лет возглавлял Научное общество акушеров-гинекологов Москвы и Московской области.

## Научные работы
- К вопросу об энтероцептивных раздражениях, Акушерство и гинекология, № 5, стр. 17, 1939 (совм. с Кекчеевым К. X.): О влиянии инадекватных раздражений на чувствительность ахроматического зрения, Сообщ. 6, Бюлл. экспериментальной биологии и медицины, том 7, № 4, стр. 320, 1939 (совместно с Кекчеевым К. X.)
- Гинекология, М., 1957 (совместно с другими)
- Акушерский семинар, М., 1960 (совместно с Жмакиным К. Н.).